# Синарский район
Виды с высоты
Сина́рский райо́н — один из двух административных районов города Каменска-Уральского в Свердловской области.
Расположен на левом берегу реки Исети в северной половине города.

## Население
| 1959    | 1970    | 1979    | 1989     | 2002    | 2009    | 2010    |
| ------- | ------- | ------- | -------- | ------- | ------- | ------- |
| 66 023  | ↗84 952 | ↗96 265 | ↗106 362 | ↘92 327 | ↘89 913 | ↘85 363 |
| 2012    | 2013    | 2014    | 2015     | 2016    | 2017    | 2018    |
| ↘84 280 | ↘83 418 | ↘82 908 | ↘82 353  | ↘81 990 | ↘81 755 | ↘81 259 |
| 2019    | 2021    |         |          |         |         |         |
| ↘81 022 | ↘75 932 |         |          |         |         |         |

## История
Синарский район города образован 29 мaртa 1945 гoдa Укaзом Прeзидиума Вeрхoвнoгo Coвeтa РCФСР oб oбрaзoвaнии в гoрoдe Кaмeнcкe-Урaльcкoм трёх рaйoнoв. Создан в северо-восточной части города, включая посёлок Урал. При этом был создан также Советский район в центральной и западной частях города, включая населённые пункты Токарево и Мартюш. 24 мая 1956 года Указом Президиума Верховного Совета РСФСР Советский район был упразднён с передачей его территории в состав Синарского района.